# کاتو لفکارا
کاتو لفکارا (به لاتین: Kato Lefkara) یک منطقهٔ مسکونی در قبرس است که در ناحیه لارناکا واقع شده‌است. کاتو لفکارا ۱۲۸ نفر جمعیت دارد.